# Melanochlamys queritor
Melanochlamys queritor is een slakkensoort uit de familie van de Aglajidae. De wetenschappelijke naam van de soort is voor het eerst geldig gepubliceerd in 1957 door Burn.